# Villa Byström

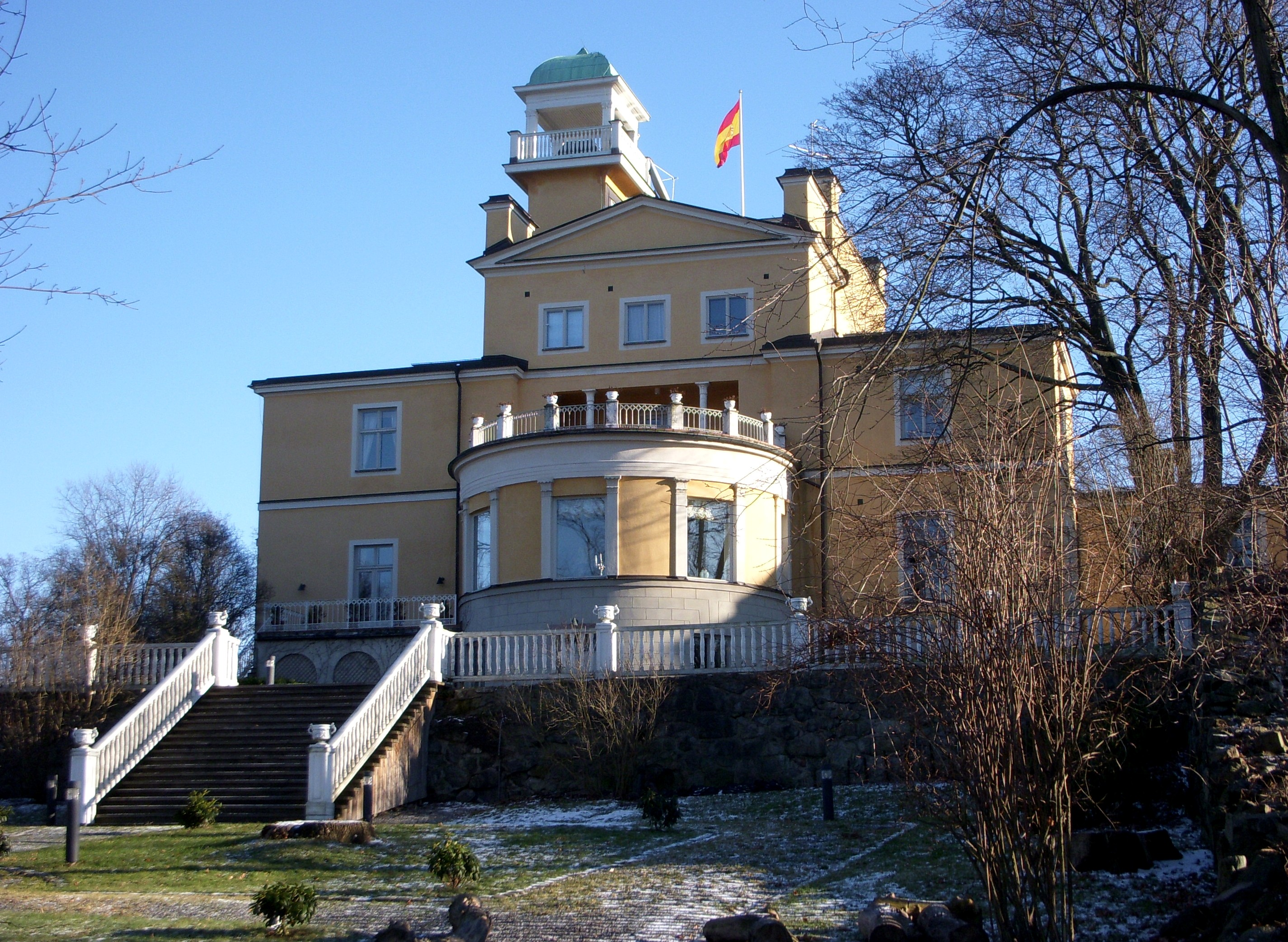
Villa de Byström (Residencia de la Embajada de España en Estocolmo), febrero de 2009.

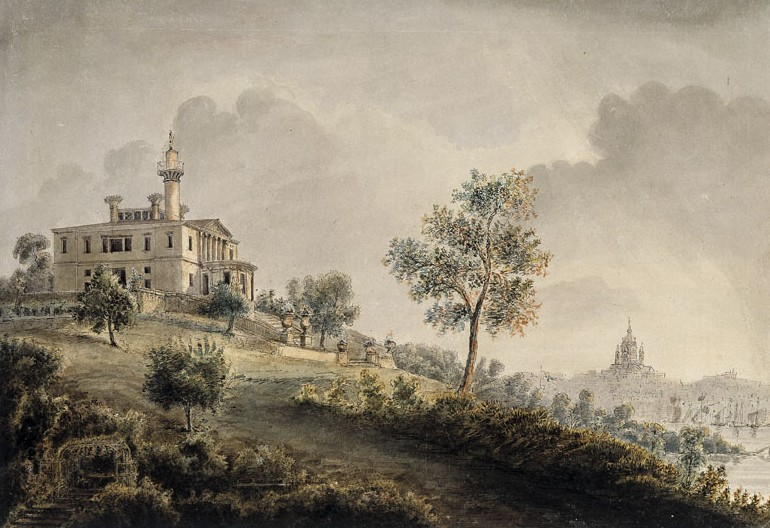
La villa antes de la reconstrucción, 1860.

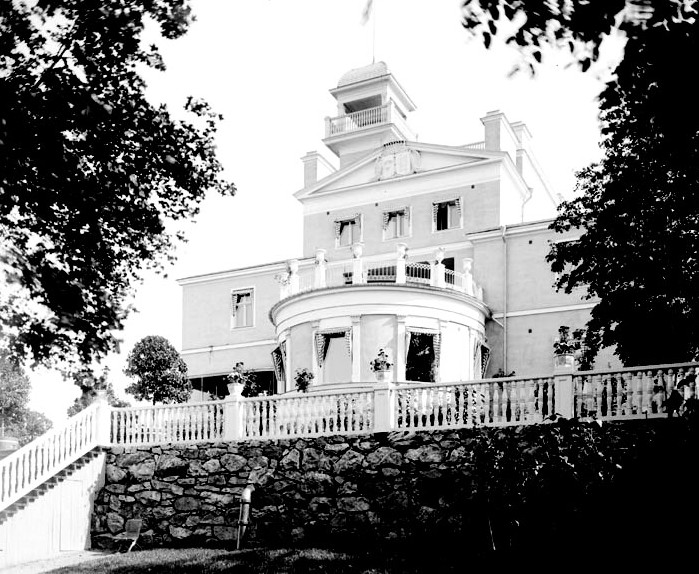
La villa después de la renovación, 1906.

La Villa Byström (también llamada palacio del príncipe Carl ) es un edificio en el distrito de Djurgården, en Estocolmo, concretamente en Djurgårdsvägen 21.
La villa fue construida originariamente para el escultor Johan Niclas Byström y reconstruida en 1905 para el príncipe Carl y su familia según el proyecto del arquitecto Ferdinand Boberg. Hoy en día es la residencia de la Embajada de España en Suecia.

## Villa Byström
El nombre de la Villa Byström proviene del creador de la casa, el artista sueco Johan Niclas Byström, considerado uno de los escultores más importantes de Europa y alumno de Johan Tobias Sergel . Después de muchos años en Italia, decidió en 1828 regresar a Suecia para construir un museo de arte con sus obras personales. La villa sería la obra de toda una vida de Byström, "algo endiabladamente gentil", como él dijo. La arquitectura era de estilo romano con atrio, rotonda y linterna . Usó mármol de su propia cantera de mármol en Carrara y compró fuentes, jarrones, columnas de alabastro y otros objetos para la casa. El edificio se completó en 1844, pero Byström no lo disfrutó mucho, pues murió en 1848 en Italia.
Después de Byström, la villa fue propiedad del joyero y coleccionista de arte Christian Hammer. Su intención era utilizar la villa como museo para sus propias colecciones, incluida una biblioteca de 120.000 volúmenes. Después de la muerte de Hammer, la casa fue vendida en 1905 al príncipe Carl, hermano del rey Gustavo V de Suecia.

## Palacio del Príncipe Carl
Cuando la villa pasó a manos del príncipe, la casa se adaptó a los gustos de la época y Ferdinand Boberg recibió el encargo de ser el arquitecto de la transformación. Boberg ya había sido contratado por el príncipe Carl para la reconstrucción de Parkudden, en Djurgården. El enérgico Boberg llevó a cabo una extensa y minuciosa renovación y ampliación de la villa. Se modificó la altura del techo, se agregaron habitaciones, se agregó una nueva parte adicional al edificio y se eliminó o cambió gran parte del interior original.
La renovación de Boberg fue muy criticada y se dijo que convirtió la villa en algo irreconocible. A pesar de los cambios importantes de Boberg, muchos detalles de la villa de Byström permanecen en el interior, como el homenaje al rey Carlos XIV Juan de Suecia en mármol en la galería superior y las columnas y suelos de mármol del vestíbulo de entrada.
El príncipe Carl y su esposa, la princesa Ingeborg y sus hijos vivieron en la villa hasta 1923, cuando la familia tuvo que abandonar la casa por motivos económicos. En 1928, la villa fue comprada por el rey Alfonso XIII de España como residencia oficial del embajador de España en Suecia.

## Interior

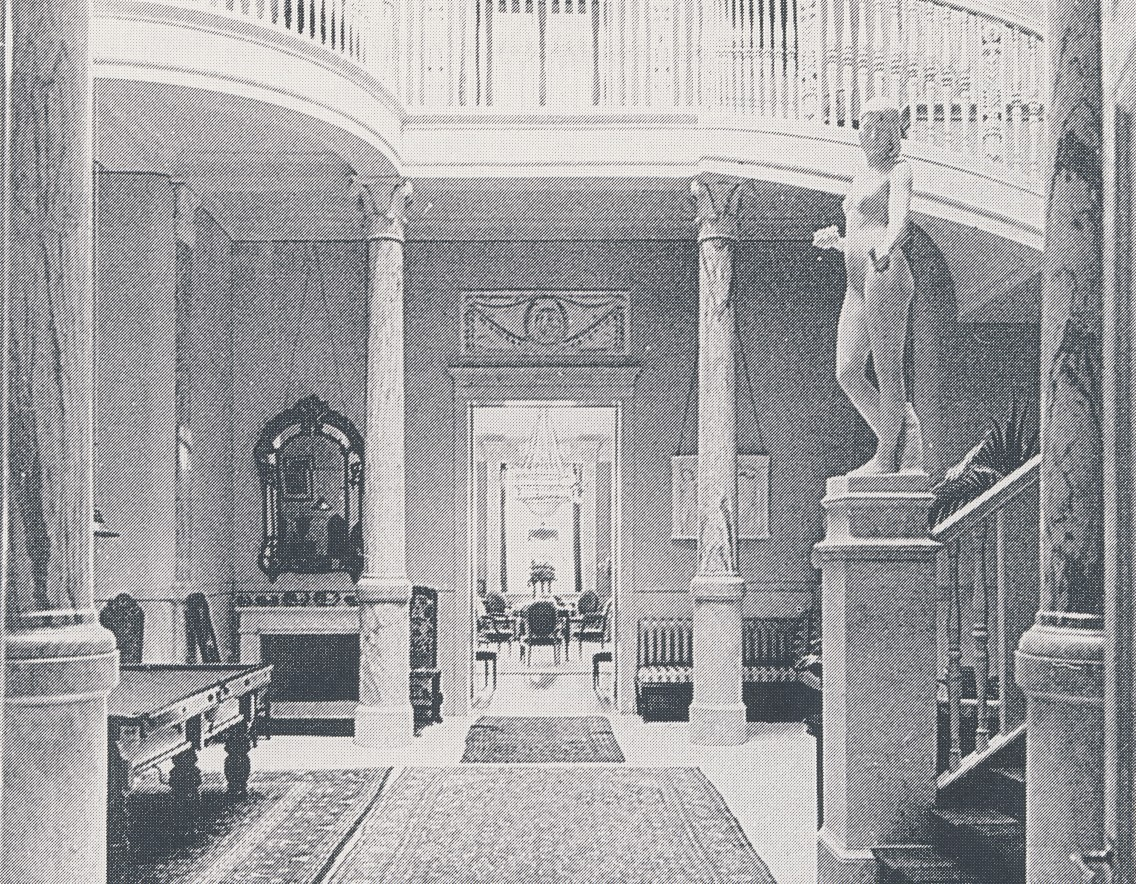
Vestíbulo de entrada
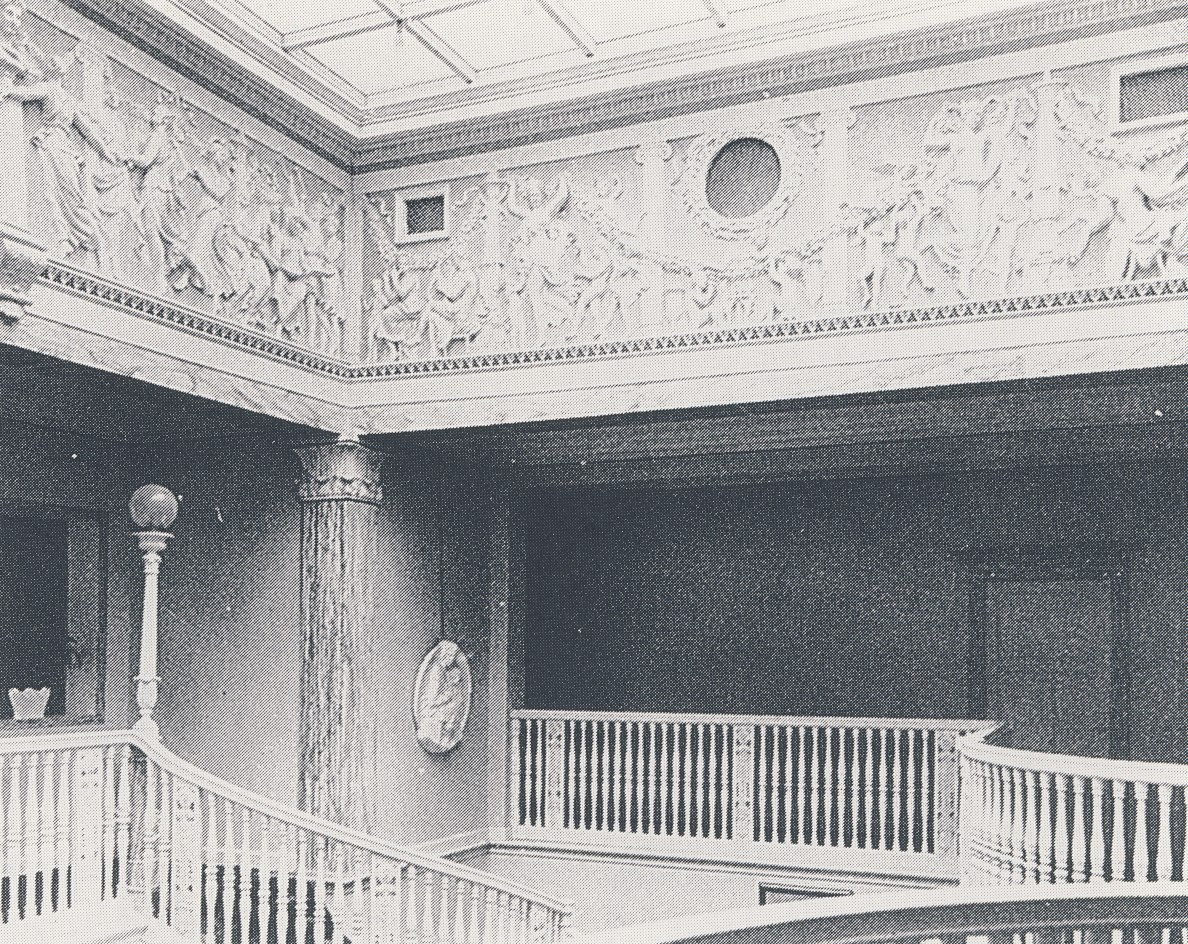
Galería superior
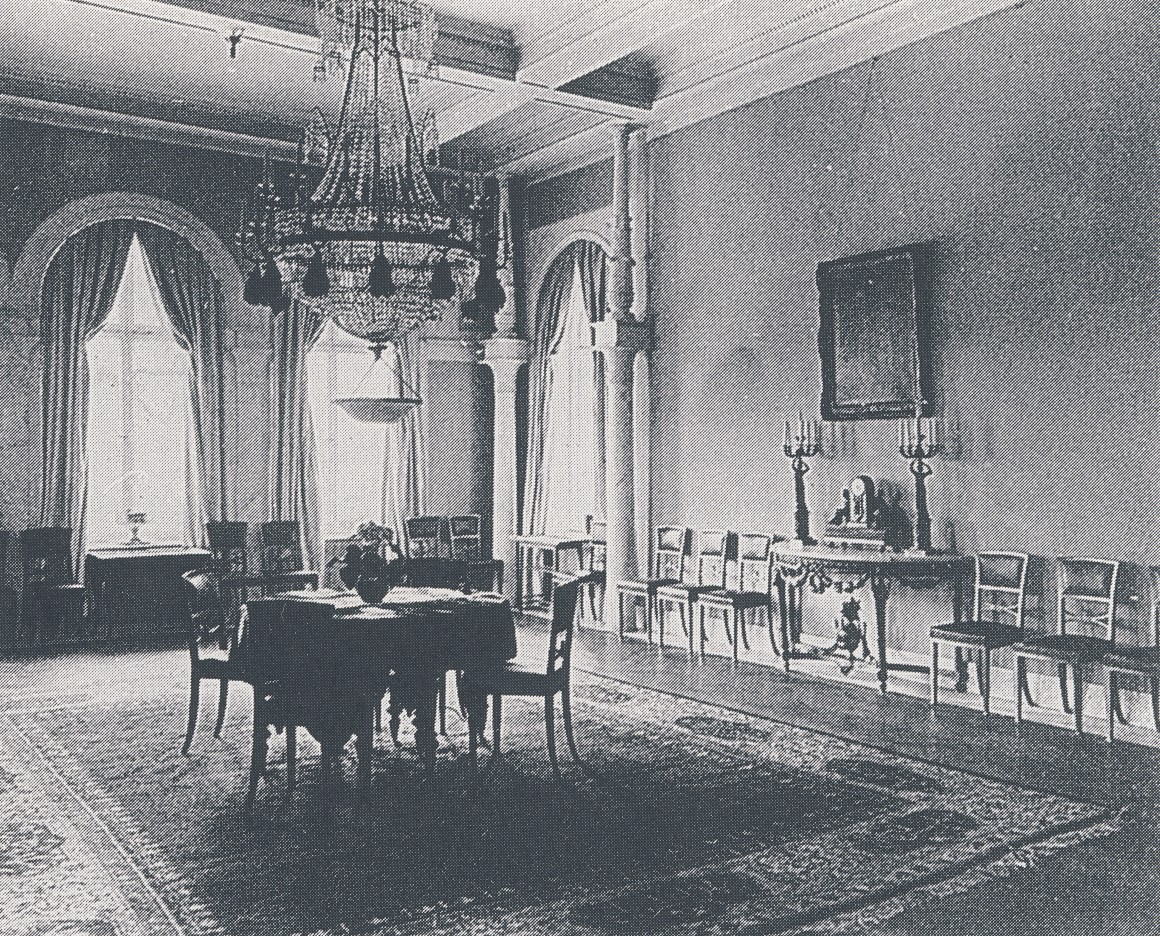
Comedor